# بنجامين إف. هاليت
بنجامين إف. هاليت (بالإنجليزية: Benjamin F. Hallett)‏ هو محامي أمريكي، ولد في 2 ديسمبر 1797 في بارنستابل في الولايات المتحدة، وتوفي في 30 سبتمبر 1861.